# 電源パターン
電源パターン（でんげんパターン）はコンピュータゲーム用語の一つ。
ゲーム機の電源投入直後に現れる、ゲーム挙動の規則性を指す俗称。

## 概要
コンピュータゲームでは、ランダム性を支える擬似乱数の種や各種アルゴリズムの調整パラメータとして、稼働時間やプレイ回数、特定操作の入力回数といった条件が用いられることがある。逆に言い換えると、ゲームのランダム要素には、そうした条件を合わせることで常に決まった結果が再現される（パターン化できる）場合がある。
こうした原理により、ゲーム機の電源投入ないしリセットによる初期化直後に現れる初期条件特有のパターンを、俗に電源パターン、略して電パと呼ぶ。
電源投入を起点とし、特定の入力操作を多少含むものも電源パターンと呼ぶことがある。また、パターンそのものではなく、パターンを利用した攻略法を指すこともある。

## アーケードゲーム
アーケードゲームにおいては、安定したゲーム攻略やハイスコア獲得に電源パターンが利用される。
たとえばクイズゲームの場合、電源パターンによって問題と選択肢とが毎回同じ順序で現れるなら、それをあらかじめ把握しておくことで素早く全問正解することができる。すべてのゲームで有効なわけではないが、ほかにも落ち物パズルのブロック出現順序や、対戦型格闘ゲームにおけるCPUキャラクターの出現順序など、さまざまな電源パターンが確認されている。
ただしゲームセンター等の施設においては、一般客がゲーム筐体の電源を操作することは通常許されておらず、強引に行えばトラブルに発展しかねない。一方で、ハイスコアラー向けサービス・集客手段として、電源スイッチをあえて表面に設置して操作を解放しているケースもある。

### 主な例
- 初代セガテトリス
製造から一定期間が経過し、メモリバックアップ用電池が切れた基板で発生[4]。電源再投入のたびにパターンが初期化され、ブロックが同じ順序で出現する[5]。これを利用した最短カウンターストップパターンが研究された。
- バトルガレッガ
電源再投入によりパターンが初期化され、アイテムが同じ順序で出現する。取得アイテムによっても難易度が大きく左右されるこのゲームでは、重要な攻略法のひとつとされる。

## 家庭用ゲーム
家庭用ゲームでは、主にRPGにおいて、敵キャラクターやアイテムの出現パターン、攻撃のダメージや成功率などを調整する手段として電源パターンが利用されることがある。
一方、こうした規則性がプレイヤーに不利に働くこともある。たとえば、貴重なアイテムをランダムに落とす敵や、合流時に能力がランダムに決まる味方の目前でセーブし、望まない結果が現れたらリセットしてやり直すとする。しかし、これらのランダム要素が実は電源パターンであったなら、いくらやり直しても同様の結果しか得られないことになる。